# Coccophagus cubaensis
Coccophagus cubaensis är en stekelart som beskrevs av Compere 1931. Coccophagus cubaensis ingår i släktet Coccophagus och familjen växtlussteklar.
Artens utbredningsområde är:
- Kuba.
- Haiti.

Inga underarter finns listade i Catalogue of Life.